# Gargenville
Gargenville település Franciaországban, Yvelines megyében. Lakosainak száma 7848 fő (2022. január 1.). Gargenville Aubergenville, Brueil-en-Vexin, Épône, Guitrancourt, Issou, Juziers és Mézières-sur-Seine községekkel határos.

## Népesség
A település népességének változása:
| Lakosok száma | 6877 | 7089 | 7266 | 7467 | 7490 | 7893 | 7878 | 7863 | 7848 |
|               | 2013 | 2015 | 2016 | 2017 | 2018 | 2019 | 2020 | 2021 | 2022 |